# Медицинска школа Београд
Медицинска школа је средња медицинска школа у београдској општини Звездара, у Србији. Основана је као прва медицинска школа на Балкану, 1921. године.
У Школи постоје четири образовна профила: медицинска сестра — техничар, лабораторијски техничар (огледно и обично одељење), фармацеутски техничар и санитарно-еколошки техничар. Тренутно има 1.600 ученика. Школа је државна институција, и ради по програмима Министарства просвете, науке и технолошког развоја.

## Историјат
Медицинска школа на звездари је основана 1921. године, као прва школа на Балкану специјализована у школовању кадра здравствене струке. Основана је као Школа за нудиље, ангажовањем Друштва црвеног крста из Женеве и Друштва црвеног крста из Београда, а на предлог др Ридера, шефа америчке мисије. Сврха оснивања Школе било је школовање југословенских медицинских кадрова, које би заменили медицинске кадрове из иностранства по одласку из земље. Прва директорка школе је била Енглескиња Едит Њутн. У почетку, у школи је било доступно школовање само медицинских сестара, да би од 1946. било отворено и школовање других здравствених профила.
Школа је почела са радом на дан 1. новембар 1921, а школовање је трајало две и по године.
За пријем у школу, потенцијалне кандидаткиње морале би да испуне неколико услова, као што су: да имају барем четири завршена разреда гимназије, да и испуњавају здравствене стандарде, имају лекарско уверење, положене писмене пријемне испите, и да буду ни млађе од 18, нити старије од 30 година. Такође су морале бити девојке или удовице, и нису смеле да имају децу.
Стална служба, плата, додаци, као и право на пензију обезбеђени су указом Министарства народног здравља, од 1. јуна 1921. године, свим свршеним ученицама обезбедило је сталну службу, плату и додатке као и право на пензију. Први предавачи у Школи су били са Медицинског факултета, лекари Војне болнице и Централно-хигијенског завода.
У јуну 1924. године 18 ученица је завршило школовање, и то су биле прве дипломиране медицинске сестре у земљи.
Школа је првобитно била смештена у Улици Краља Милутина 71, а део часова одржаван је у Бирчаниновој улици 9. Школа се уселила у нову зграду у Делиградској улици 31, 7. јуна 1923. Отварању су присуствовали тадашњи патријарх Српске православне цркве и представници Црвеног крста. Ученице су живеле у интернату, а у школи се обавезно носило службено одело, униформа. Школа за нудиље и посебна Школа, образовала су медицинске сестре све до школске 1949/50. године, када су спојени са Средњом медицинском школом у Марулићевој улици 8. Тада је проширена делатност Школе и ученици су почели са школовањем у четири одсека: Одсек за лекарске помоћнике, Одсек за лабораторијске техничаре, Одсек за фармацеутске техничаре и Одсек за санитарне техничаре. Овако обједињена школа добија назив Медицинска школа.
Годинама, током развоја школе, повећаван је број ученика и наставника, а оснивани су и нови одсеци. У Школи је био отворен и интернат. Школа је тако постала највећа медицинска школа у земљи.
Од школске 1952/53. године формиран је и Одсек за рендген техничаре. Ученици су се школовали на овом одсеку у периоду од 1957-78. године и школовање је трајало три године. Овај одсек је враћен, али у трајању од четири године, школске 1979/80. године, да би био пребачен на Вишу медицинску школу од школске 1982/83. године.
Школске 1956/57. основан је и Одсек за физиотерапеуте оштећеног вида — масере. Школовање је трајало четири године и имало је посебан наставни програм. Школске 1961/62. године отворен је и Одсек за физиотерапеуте за ученике здравог вида. Школовање на овим одсецима одвијано је до преласка Школе у нову зграду школске 1964/65. Тадашњој школи са највећим бројем ученика, додељена је зграда на Звездари, која је тада почела да буде изграђена на запуштеној локацији, прилично некултивисаном простору испод Звездарске шуме.
У овој школској згради се и данас школују ученици Медицинске школе.
Образовање здравствених кадрова настављено је у новој Школи у четири Одсека који постоје и данас: Одсек за медицинске сестре — техничаре, одсек за фармацеутске техничаре, одсек за лабораторијске техничаре и одсек за санитарно-еколошке техничаре.
На захтев Републичког завода за међународну просветну и културно-техничку сарадњу, 1977. године при Школи је отворен Одсек протетичара и ортотичара за либијске држављане. Са завршетком школовања прве генерације, прекинуто је школовање на овом смеру.
Школске 1995/96. године у Школи су отворена истурена одељења у Врању и школовала ученике за занимање медицинска сестра — техничар све до школске 1999/2000. године, формирана као самостална Медицинска школа у Врању.
Школске 1988/89. године, Школа је добила одобрење, од стране надлежних органа, за остваривање Програма образовања на V степену за занимања: медицинска сестра-техничар за реанимацију и интензивну негу, медицинска сестра техничар за рад у офталмолошкој служби и медицинска сестра техничар за рад у трансфузији крви.
За здравствену помоћ ученицима Школа је поседовала школску амбуланту још док је била смештена у Делиградској улици од школске 1951/52. године. Потом је при преласку у нову зграду, у у сарадњи са Домом Здравља Звездара, у њој отворена педијатријска и стоматолошка амбуланта. Школске 1995/96, уз подршку Министарства здравља, проширена је школска делатност, отварањем издвојене здравствене станице и тако је постала прва просветно-здравствена, установа једина у земљи. Здравствена станица је угашена 2004. године. У скорије време поново се ради на томе да буде остварена сарадња са Домом здравља Звездара и да здравствена станица буде обновљена у сврху пружања превентивних здравствених услуга ученицима.

## Сарадња са другим образовним институцијама
Од оснивања Школу су посетиле делегације дипломата, лекара, фармацеута, међународних организација, наставника из СССР, САД, Ирака, Бразила, Марока, Судана, Чилеа, Јапана, Финске, Индије, Немачке, Либана, Камбоџе, Камеруна, Тогоа, Мадагаскара, Индонезије, Кеније, Гане, Велике Британије и других земаља, као и представници Уницефа, Центра за права детета и сл. Школа је члан Удружења медицинских школа Србије.

## Издавачка делатност
Медицинска школа на Звездари редовно издаје „Ђачке новине“ и „Школски годишњак“, такође је штампала и 3 монографије, 1971. за 50 година од оснивања, 1996. 75 година и 2001. за 80 година од оснивања Школе.
Наставници су аутори бројних уџбеника и радних свезака за стручне предмете. Бивша наставница школе, др Јелена Јовановић Симић, аутор је „Монографије Српског лекарског друштва“ а психолог Школе, Ружица Обрадовић, објавила је књигу „СОС за тинејџере“, „Путоказ за рад школских сарадника, психолога и педагога у школи“, „Одељењски старешина“, „Историјат рада школских психолога“, „Протокол праћења реализације наставних часова“ и „Одељењски старешина у средњој школи“ са Маријом Мандић.
Поред издавачке делатности, запослени у Школи редовно пишу и објављују стручне радове.

## Школске манифестације
Следеће манифестације организује Школа и на њима учествује:
| - акција добровољног давања крви у Школи се организује два пута у току школске године, - прикупљање помоћи за децу без родитељског старања, - посете домовима за стара лица, - активно и успешно учешће ученика на „Београдском маратону“, - прослава Дана Школе, - обележавање Дана Светог Саве, - промоције школског листа и објављених уџбеника и књига, | - смотра драмских секција средњошколаца, - смотра рецитатора, - свечаности поводом завршетка школске године и подела диплома, - организација матурске вечери, - учешће на свим манифестацијама које се организују у граду, - годишње представљање талената Школе. |